# Jung-Spartakus-Bund

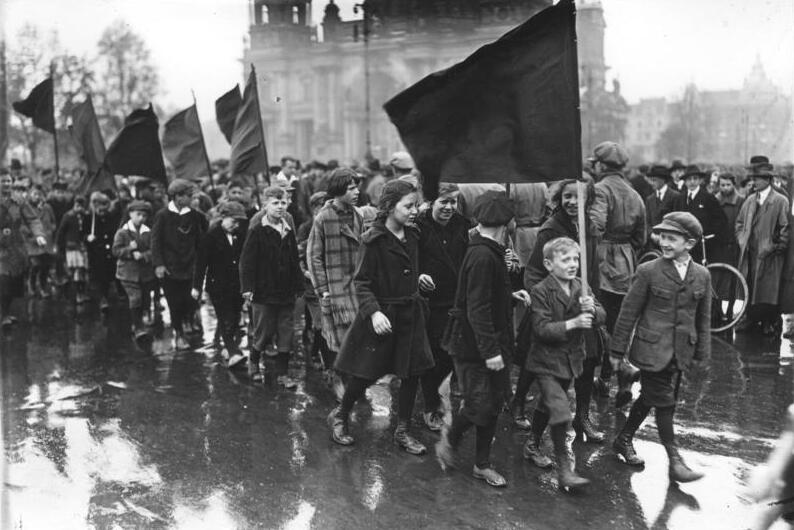
Demonstrationszug von Mitgliedern des Jung-Spartakus-Bundes (JSB) in Berlin am 1. Mai 1925

Der Jung-Spartakus-Bund (JSB) war die Kinderorganisation der Kommunistischen Partei Deutschlands für Kinder im Alter von 10 bis 14 Jahren.
Der im Oktober 1924 gegründete Verband ging aus den seit 1919 bestehenden kommunistischen Kindergruppen hervor und nannte sich 1930 in Rote Jungpioniere um.

## Programm
Der JSB setzte sich nach eigenem Bekunden für eine als klassenmäßig verstandene Erziehung und Bildung von Arbeiterkindern ein und verstand sich als Kämpfer gegen eine als reaktionär verstandene Bildungspolitik der Weimarer Republik und gegen Kinderarmut sowie -ausbeutung.
Mit der Gründung ihres eigenen Kinderverbandes schufen die KPD und ihr nahestehende Pädagogen neben den bestehenden, als bürgerlich-reaktionär kritisierten Erziehungsinstitutionen eine eigene Möglichkeit, auf Kinder einzuwirken. Eine klare politische und nach eigener Einschätzung als kämpferisch verstandene Ausrichtung stand im Vorder- und gemeinsame Freizeitgestaltung und Ausflüge im Hintergrund. Schulbehörden beobachteten den Verband daher mit Sorge um den Schulfrieden und eine nachhaltige Gefährdung der Kinder.

## Medien
Presseorgane des JSB waren die Zeitschrift Jung-Spartakus (bis 1926) und Die Trommel (ab März 1926).

## Mitgliederzahlen
- 1927: 7.000
- 1932: 56.000[1]